# Humlebæk Kirke
Humlebæk Kirke en kirke ved Strandvejen, 150 m nord for kunstmuseet Louisiana lidt nord for Humlebæk. Den er tegnet af Vilhelm Tvede og opført i 1868.
500 vest for kirken findes den gamle hovedgård Krogerup og ved Øresundskysten 200 m øst for kirken Humlebæk Havn.

## Kendte personer begravet på kirkegården
- Alexander Brun
- Charles Brun
- Constantin Brun
- Fritz Brun
- Oscar Brun
- René Brusvang
- Ebba Carstensen
- Ivan Carstensen
- William August Carstensen
- Peter Urban Gad
- Henrik Hagemann
- Mogens Jacobsen
- Bent Oluf Jakobsen
- Viggo Jarl
- Knud W. Jensen
- Mads Lidegaard
- Sonja Meyer (født Carstensen)
- Sven Sabroe
- Mogens Kilde
- Jens Rosing
- Arne Ungermann
- Peter Zobel

## Eksterne kilder og henvisninger
- Humlebæk Kirke på KortTilKirken.dk
- Humlebæk Kirke hos danmarkskirker.natmus.dk (Danmarks Kirker, Nationalmuseet)

- Wikimedia Commons har flere filer relateret til Humlebæk Kirke